# Barrow upon Trent
Barrow upon Trent est une paroisse civile et un village du Derbyshire, en Angleterre.